# Larry Charles
Larry Charles (New York, 20 febbraio 1956) è uno sceneggiatore e regista statunitense.

## Biografia
Di famiglia ebraica, Charles è stato sceneggiatore della serie televisiva Seinfeld, ha diretto i film Masked and Anonymous (2003), Borat (2006), Religiolus - Vedere per credere (2008), Brüno (2009) e Il dittatore (2012).

## Filmografia

### Sceneggiatore
- Seinfeld (1991-1998) - serie TV
- Masked and Anonymous (2003)

### Regista
- Masked and Anonymous (2003)
- Borat - Studio culturale sull'America a beneficio della gloriosa nazione del Kazakistan (Borat: Cultural Learnings of America for Make Benefit Glorious Nation of Kazakhstan) (2006)
- Religiolus - Vedere per credere (Religulous) (2008)
- Brüno (2009)
- Il dittatore (The Dictator) (2012)
- Io, Dio e Bin Laden (Army of One) (2016)